# 江日昇
江 日昇（こう じつしょう、拼音：Jiāng Rì-shēng、生没年不明）は、福建の人で、清朝の歴史作家である。台湾の歴史を記した『台湾外記』を記している。

## 生涯
江日昇は、康煕52年（1713年）の行われた恩科の解元である。明末から清初に存在した鄭氏政権の63年間にわたる歴史を綴った『台湾外記』を編年体で叙述している。さらに、附註、附記や説明をつけている。
自序で、「福建の人が福建ことを記すのは、国史を編修する人に採択してもらうためである（閩人說閩事，以應纂修國史者採擇焉）」とし、また、「そのことのあらましは、広く集めて編集した（就其始末，廣搜輯成）」としている。明末の鄭氏一族の活動を記した記録の中では最も詳細な作品である。

## 家庭
江日昇の父については、二説ある。
- 陳大道の説によると、江日昇の父は林兆麟であるが、江美鼇と名前を変えて、明の将軍鄭彩に随い、南明の弘光帝の護衛をしていたが、康煕16年(1677年)、清に降伏し、その後、広東連平州に赴き任務に就いた。陳大道が推測するには、江日昇は、幼少より父に随い、「江」を姓としており、父親が本来の「林」姓に戻った後も、慣用として「江日昇」と名乗っていた。
- 方豪の説によると、江日昇の本来の姓は「林」で、字を「敬夫」といい、林兆麟は、彼の生みの父親であり、恵安前型の人である。一方、江美鼇は、彼の養父であるか、二度目の父親であり、同安高浦の人である。よって、「江」を姓とし、名前も「日昇」に改め、字を「東旭」とした。